# 瀬崎ちか
瀬崎 ちか（せざき ちか、11月9日 - ）は、日本の漫画家。兵庫県出身。血液型はA型。
2004年、「だって好きだから」でなかよし新人まんが賞準入選を受賞し『なかよしラブリー』（講談社）夏の号でデビュー。同期は柏木志保。

## 作品リスト
- だって好きだから（デビュー作）
- 雪うさぎ

| スタブアイコン | サブスタブ | この項目は、まだ閲覧者の調べものの参照としては役立たない、漫画家・漫画原作者に関連した書きかけの項目です。この項目を加筆・訂正などしてくださる協力者を求めています（P:漫画/PJ:漫画家）。 |